# Episodi di Reign (prima stagione)
La prima stagione della serie televisiva Reign, composta da 22 episodi, è stata trasmessa dal 17 ottobre 2013 al 15 maggio 2014 sul canale statunitense The CW.
In Italia la serie viene trasmessa in prima visione assoluta dal 14 giugno al 24 agosto 2014 su Rai 2.
| nº | Titolo originale       | Titolo italiano          | Prima TV USA     | Prima TV Italia |
| -- | ---------------------- | ------------------------ | ---------------- | --------------- |
| 1  | Pilot                  | Ritorno a corte          | 17 ottobre 2013  | 14 giugno 2014  |
| 2  | Snakes in the Garden   | Un pericolo nascosto     | 24 ottobre 2013  | 14 giugno 2014  |
| 3  | Kissed                 | Una nuova alleanza       | 31 ottobre 2013  | 15 giugno 2014  |
| 4  | Hearts and Minds       | Cuore e ragione          | 7 novembre 2013  | 15 giugno 2014  |
| 5  | A Chill in The Air     | Un brivido nell'aria     | 14 novembre 2013 | 22 giugno 2014  |
| 6  | Chosen                 | Minaccia a corte         | 21 novembre 2013 | 22 giugno 2014  |
| 7  | Left Behind            | Il banchetto             | 5 dicembre 2013  | 29 giugno 2014  |
| 8  | Fated                  | Destinata                | 12 dicembre 2013 | 29 giugno 2014  |
| 9  | For King and Country   | Per il re e per il paese | 23 gennaio 2014  | 6 luglio 2014   |
| 10 | Sacrifice              | Sacrificio               | 30 gennaio 2014  | 6 luglio 2014   |
| 11 | Inquisition            | Inquisizione             | 6 febbraio 2014  | 13 luglio 2014  |
| 12 | Royal Blood            | Sangue reale             | 27 febbraio 2014 | 20 luglio 2014  |
| 13 | The Consummation       | Il giusto fratello       | 6 marzo 2014     | 20 luglio 2014  |
| 14 | Dirty Laundry          | Panni sporchi            | 13 marzo 2014    | 27 luglio 2014  |
| 15 | The Darkness           | L'oscurità               | 20 marzo 2014    | 3 agosto 2014   |
| 16 | Monsters               | Mostri                   | 27 marzo 2014    | 3 agosto 2014   |
| 17 | Liege Lord             | Il signore del feudo     | 10 aprile 2014   | 10 agosto 2014  |
| 18 | No Exit                | Senza via d'uscita       | 17 aprile 2014   | 10 agosto 2014  |
| 19 | Toy Soldiers           | Soldatini                | 24 aprile 2014   | 17 agosto 2014  |
| 20 | Higher Ground          | Il rapimento             | 1º maggio 2014   | 17 agosto 2014  |
| 21 | Long Live The King     | Lunga vita al re         | 8 maggio 2014    | 24 agosto 2014  |
| 22 | Slaughter of Innocence | Strage di innocenti      | 15 maggio 2014   | 24 agosto 2014  |

## Ritorno a corte
- Titolo originale: Pilot
- Diretto da: Brad Silberling
- Scritto da: Laurie McCarthy e Stephanie SenGupta

### Trama
Maria Stuart, una reale scozzese, è destinata fin da bambina a sposare 
il delfino (erede al trono francese) Francesco per consolidare la storica alleanza fra le due nazioni. Ora ha 15 anni e vive in un convento in Francia per restare protetta, ma un tentativo di avvelenarla all'interno del convento la costringe a trasferirsi a corte per mantenerla al sicuro. Una volta arrivata a corte si riunisce con le sue amiche e dame di compagnia: Kenna, Greer, Lola ed Aylee. Maria sospetta che il suo matrimonio non è assicurato, perché dipende dai cambiamenti politici e dalle alleanze più convenienti per la Francia. I dubbi che Francesco ha nel sposarla sono legati non solo alla questione politica del suo Paese, ma anche da una relazione che egli intrattiene con Natalia, una dama di corte. Maria attira l'attenzione di Bash, fratellastro di Francesco e figlio del Re avuto con la sua amante Diane de Poitiers. Il re nota la bellezza di Kenna e si avvicina a lei. Quando la regina Caterina scopre dalle visioni di Nostradamus che Maria sarà la causa della morte di suo figlio, decide di sabotare il loro matrimonio. Ella ordina a Colin, un giovane scozzese giunto a corte perché innamorato di Lola, di drogare Maria con del vino e di approfittarsi di lei nel sonno. In questo modo nessun reale avrebbe più sposato Maria, priva della sua virtù. Tuttavia, qualcuno avverte Maria di non bere vino alla festa ed in questo modo quando ella viene attaccata da Colin si sveglia ed è in grado di chiedere aiuto. La mattina dopo quando Maria cerca di parlare con Colin perché ha dei dubbi sull'accaduto scopre che egli è stato decapitato per ordine del Re e della Regina. 
- Ascolti USA: 1.980.000 telespettatori

## Un pericolo nascosto
- Titolo originale: Snakes in the Garden
- Diretto da: Matt Hastings
- Scritto da: Laurie McCarthy

### Trama
Il fratellino di Francesco, Carlo, è il promesso sposo di una bambina, Madeline, appartenente ad un'importante casata francese. Inaspettatamente Madeline arriva sulla costa francese a bordo di una nave inglese, capitanata da Simon Westbrook, che è ora il benvenuto a corte per aver aiutato Madeline ad arrivare sana e salva in Francia. Tuttavia, non appena Simon entra in contatto con Maria, le svela che sono stati proprio gli inglesi ad attentare alla sua vita quando lei era ancora in convento. Maria si sente in pericolo, ma scopre da Carlo che nei passaggi segreti del castello vive una ragazza chiamata Clarissa che sa tutti i segreti delle persone di corte. Maria sospetta che sia proprio lei ad averla avvertita di non bere il vino che l'avrebbe drogata. Maria riesce a scampare ad un altro attentato di avvelenamento e decide di interrogare Clarissa per sapere chi sta tentando di ucciderla; le risposte di Clarissa la portano alla stanza di Simon. Simon le dice che ha nemici ovunque, anche alla corte di Francia e che l'attentato è stato organizzato non solo da lui ma anche con l'appoggio della regina, Caterina. Queste minacce, però, non distolgono Maria dal voler continuare a resistere agli inglesi. Maria rivela a Francesco che secondo lei dietro al suo attentato c'è proprio la regina. Quando Francesco si confronta con sua madre ha la tacita conferma che Maria stia dicendo la verità, quindi avverte la madre di stare lontana da lei. Quando Caterina va a dormire trova una croce di vernice rossa nel letto che sta a simboleggiare che qualcuno la vuole morta.
- Ascolti USA: 1.830.000 telespettatori

## Una nuova alleanza
- Titolo originale: Kissed
- Diretto da: Holly Dale
- Scritto da: Doris Egan

### Trama
Quando arriva la notizia che i soldati inglesi si stanno accumulando vicino al confine scozzese, Maria chiede a Enrico gli aiuti militari, ma la sua proposta viene rifiutata. Maria cerca di negoziare un accordo per le truppe con la visita del Principe Tomas, del Portogallo. Tomas fa una proposta a Maria, promettendo aiuti militari e un matrimonio immediato, che Francesco non può darle. Maria racconta a Francesco della proposta di Tomas, che spinge successivamente Francesco a ricattare Enrico, minacciando di raccontare a Caterina e Diane della sua nuova relazione con Kenna. Enrico è soddisfatto per l'iniziativa di Francesco e si impegna ad inviare sei compagnie di truppe in Scozia. Bash cavalca per consegnare gli ordini alle truppe, ma ritorna gravemente ferito, sono stati vittime di un'imboscata inglese prima di poter salpare. Francesco sconvolto bacia Maria per la prima volta e le dice di sposare Tomas per il bene della Scozia. Maria accetta la proposta di Tomas, e quest'ultimo invia subito una nave con i suoi uomini in Scozia.
- Ascolti USA: 1.570.000 telespettatori

## Cuore e ragione
- Titolo originale: Hearts and Minds
- Diretto da: Scott Peters
- Scritto da: P. K. Simonds & Daniel Sinclair

### Trama
Simon Westbrook, ambasciatore inglese alla corte di Francia, viene riconosciuto come spia e condannato a morte. La testimone è una prostituta, che lo ha sentito vantarsi in una locanda e lo ha riconosciuto grazie al suo medaglione. Tomas mostra il suo vero carattere e presenta a Maria il suo "caprio espiatorio" un ragazzo che verrà colpito ogni volta che lei non si comporta come lui vuole. Dopo aver ricevuto un suggerimento da Clarissa, Maria, Francesco e Bash si rendono conto che Tomas aveva molto più da guadagnare avvisando gli inglesi. Maria interroga la prostituta, che ammette che è stata pagata per la sua testimonianza. Francesco e Bash trovano Tomas quando sta per uccidere il "capro espiatorio" di Maria per coprire le sue tracce e non farsi incolpare. Segue una lotta e Francesco uccide Tomas. Maria, Francesco e Bash ritornano alla corte in tempo per impedire l'esecuzione di Simon che si rivela innocente. Enrico e Caterina, d'accordo con il re del Portogallo, decidono di coprire il tradimento di Tomas. La versione ufficiale è che la sua morte è stato un incidente: Tomas si sarebbe sacrificato per salvare la vita del principe. Simon lascia la Francia come nuovo inviato inglese in Portogallo. Grazie al suo ruolo nel proteggere i legami della Francia con il Portogallo, Maria è in grado di riaprire le negoziazioni per il suo matrimonio con Francesco, questa volta fa pressioni a Enrico e Caterina per avere dei termini migliori per sé e per la Scozia.
- Ascolti USA: 1.640.000 telespettatori

## Un brivido nell'aria
- Titolo originale: A Chill in The Air
- Diretto da: Bruce McDonald
- Scritto da: Jennie Snyder Urman

### Trama
Nella speranza di estromettere Maria, Caterina permette all'ex amante di Francesco, Olivia, di ritornare a corte e professare i suoi sentimenti per Francesco. Quando Francesco si rifiuta di mandare via Olivia, Maria sfoga le sue frustrazioni su Bash e i due si baciano, testimoniati da Francesco. Aylee viene colta da Caterina nell'atto di rubare un anello di Maria, e la Regina ricatta Aylee. Deve lasciarla leggere le lettere di Maria prima che queste vengano spedite alla madre. Maria è a conoscenza di questo accordo, e ha deliberatamente nominato Aylee come sua spia per Caterina. I pagani stanno praticando sacrifici umani per placare la rabbia di una creatura dei boschi; uno dei pagani dice a Bash che deve uccidere qualcuno per sostituire la vittima che aveva rimosso prima che il rituale fosse completato. Maria viene a sapere che Kenna ha una relazione con Enrico e le consiglia di farla finita, ma Kenna rifiuta, sostenendo che il re sta progettando di farla diventare la sua prima amante, che sostituisca Diane.
- Ascolti USA: 1.730.000 telespettatori

## Minaccia a corte
- Titolo originale: Chosen
- Diretto da: Bradley Walsh
- Scritto da: Wendy Riss Gatsiounis

### Trama
I pagani marchiano Maria come loro prossimo sacrificio, piantando una testa di cervo nella sua stanza e imprimendole a fuoco la mano con il ciondolo di una collana pagana. I colpevoli del gesto sono una guardia di Caterina e una cameriera di Maria che in seguito sono catturati e bruciati a morte. Diane, che in passato praticava la religione pagana, consiglia a Bash di sacrificare qualcun altro al posto di Maria. Bash quindi si prepara a sacrificare un ladro, ma all'arrivo di un sacerdote pagano, si accorge che il sacrificio è una trappola e uccide il sacerdote. Bash promette così la libertà al ladro, ma quando questo lo identifica come il figlio bastardo del re, spinge il ladro giù da una rupe. Nel frattempo Enrico dichiara pubblicamente che Kenna è la sua amante, ma lei non è a conoscenza del fatto che Enrico sta mantenendo la relazione con Diane. Francesco dice a Maria che al fine di impedire ad altri di utilizzare i loro sentimenti contro di loro, essi dovrebbero essere liberi di stare con altre persone; l'unica eccezione è che Maria non può stare con Bash. Francesco, per cercare di dimenticare Maria e i sentimenti che prova per lei, fa l'amore con Olivia. Quest'ultima spera di rimanere incinta perché in questo caso diventerebbe la moglie di Francesco.
- Ascolti USA: 1.810.000 telespettatori

## Il banchetto
- Titolo originale: Left Behind
- Diretto da: Jeremiah Chechik
- Scritto da: Drew Lindo

### Trama
Mentre Enrico e le sue truppe sono distanti, il castello viene preso in ostaggio dal conte Vincenzo d'Italia, che cerca vendetta per la morte di suo figlio. Maria e Caterina elaborano insieme un piano per portare tutti fuori dal castello. Mentre Caterina, Maria e le dame di Maria sono al banchetto con gli italiani, Francesco si intrufola attraverso dei passaggi segreti del castello che sono stati contrassegnati da Clarissa, venuta in aiuto alle richieste di Maria, con la servitù e il resto del popolo. Olivia viene lasciata indietro per aprire la porta di passaggio per Maria, ma lascia il suo posto spaventata dai rumori che infestano i passaggi segreti. Lei si perde nei tunnel e non la si vede più. Maria e le sue dame non sono in grado di fuggire perché nessuno ha aperto loro il passaggio e così sono state scortate da una guardia nel salone del banchetto, ma Caterina avvelena le monete che ha regalato agli uomini del Conte, che muoiono prima di poter violentare le donne. Il conte Vincenzo cerca di aggredire Maria ma muore quando questa lo pugnala alla gola. Maria e Francesco si riconciliano, e fanno l'amore. Bash scopre che sua madre Diane collaborava con il conte Vincenzo per rimuovere gli altri figli di Enrico e cercare di legittimarlo affinché diventi l'erede al trono di Francia.
- Ascolti USA: 1.660.000 telespettatori

## Destinata
- Titolo originale: Fated
- Diretto da: Fred Gerber
- Scritto da: Laurie McCarthy

### Trama
A corte arriva la notizia che la regina d'Inghilterra sta morendo e non ha nominato un suo erede. Enrico annuncia che è arrivato il momento per Maria e Francesco di sposarsi, perché Maria è un forte pretendente al trono inglese ed Enrico vuole prendere l'Inghilterra per la Francia. Caterina racconta a Maria della visione che ha avuto Nostradamus: il suo matrimonio con Francesco costerà la vita a quest'ultimo, chiedendole di lasciare Francesco per il suo bene. Maria affronta Nostradamus, il quale aggiunge che una delle dame di Maria morirà presto. Caterina apprende attraverso Kenna, che da un sacerdote viene scambiata per Diane, del complotto di quest'ultima per legittimare Bash. Caterina ricatta Diane, ordinandole di avvelenare Kenna e lasciare Enrico per sempre. Diane si rifiuta di avvelenare Kenna ma lascia il castello. Clarissa avvelena Aylee e la spinge giù per le scale, uccidendola, in modo da far credere a Maria che la profezia di Nostradamus sia vera. Maria, scossa dalla morte della sua amica, dichiara che non vuole reclamare il trono inglese e che ha cambiato idea riguardo al suo matrimonio con Francesco e fugge dal castello con Bash. Alla fine Francesco cerca di raggiungerla ma è tutto inutile.
- Ascolti USA: 1.860.000 telespettatori

## Per il re e per il paese
- Titolo originale: For King and Country
- Diretto da: Helen Shaver
- Scritto da: Alan McCullough

### Trama
Maria e Bash vengono catturati dagli uomini di Enrico dopo una settimana dall'essere fuggiti insieme. Essi sono riportati al castello, dove Maria racconta a un incredulo Francesco della profezia di Nostradamus. Enrico minaccia di far giustiziare Bash se Maria non sposerà Francesco. Nel frattempo, per il bene di Francesco, Maria propone la legittimazione di Bash come nuovo erede di Enrico e il matrimonio fra i due; se Enrico è d'accordo, Maria reclamerà il trono inglese come vuole Enrico. Dato che questo richiederebbe l'annullamento del matrimonio di Enrico e Caterina, e trasformerebbe Francesco e suoi fratelli in bastardi, Caterina invia un assassino per uccidere Maria e Bash. Enrico ha ucciso l'assassino prima che possa completare il suo compito e Caterina viene imprigionata nella torre del castello. Enrico accetta i termini di Maria e parte per Roma per chiedere l'approvazione del Papa per la legittimazione di Bash. Francesco decide di lasciare il castello perché non sopporta di vedere Maria accanto a suo fratello. Clarissa è incatenata in una cella da Nostradamus come punizione per aver ucciso Aylee, ma lei lo accoltella e fugge.
- Ascolti USA: 1.740.000 telespettatori

## Sacrificio
- Titolo originale: Sacrifice
- Diretto da: Rachel Talalay
- Scritto da: P. K. Simonds & Daniel Sinclair

### Trama
Caterina cospira con il nobile Lord Hugo per eliminare Bash, che agisce come reggente in assenza di Enrico. Il loro tentativo di avvelenamento non riesce in quanto Bash è protetto dalla sua nuova guardia del corpo, Alec. Il loro secondo tentativo comporta di esporre al popolo il collegamento di Bash con una contadina incinta di nome Isobel, cugina di Bash, il cui padre è stato giustiziato per essere un pagano. Bash, Alec, Maria e Isobel sgattaiolano fuori dal castello, ma devono per forza accamparsi nel bosco quando Isobel entra in travaglio. Un gruppo di pagani circondano la loro tenda, ma li lasciano illesi quando Bash, Alec e Isobel iniziano a intonare un canto pagano. Bash spiega a Maria le sue origini pagane e che i pagani sanguinari sono una setta diversa dalla loro. Isobel muore a causa di un'emorragia, dando alla luce una bambina, ma prima di morire prega Bash di prendersi cura di sua figlia. Il gruppo ritorna al castello, dove la bambina viene segretamente data alla balia del castello. Lola, Kenna e Greer non sono in grado di trovare le prove del coinvolgimento di Caterina nel complotto, ma forgiano delle lettere nella calligrafia di Caterina allo scopo di ricattarla e cercare di fermarla. Bash dichiara i suoi sentimenti per Maria e i due si baciano. Privatamente i due onorano la tomba di Isobel con una cerimonia pagana.
- Ascolti USA: 1.620.000 telespettatori

## Inquisizione
- Titolo originale: Inquisition
- Diretto da: Mike Rohl
- Scritto da: Doris Egan

### Trama
Enrico torna da Roma senza successo e accusa Caterina di adulterio con Nostradamus, con l'obiettivo di condannarla a morte. Caterina viene a sapere della bambina di Isobel, ma il segno pagano sul piede della piccola è già scomparso, rendendolo inutile come prova contro Bash. Maria e Bash vengono anche a sapere che anni fa Caterina aveva una relazione clandestina e aveva dato alla luce un bambino prima che nascesse Francesco. I due informano Enrico, il quale si rende conto che il padre del presunto figlio è un suo amico, Richard Delacroix, e lo imprigiona. Caterina cerca di far capire a Enrico che Bash e Diane sono pagani, ma lui finge di non capire in quanto è già a conoscenza del fatto. Caterina ha un incontro con Clarissa e, mentre mette in discussione Nostradamus, viene a sapere che la ragazza è una trovatella sfigurata dal padre di Nostradamus nei suoi tentativi di rimuoverle una voglia sul viso; Clarissa è la figlia di Caterina. Bash ammette a Maria la sua paura riguardo al fatto che lei non potrà mai amarlo come lui ama lei, ma lei conferma che lo fa già. Caterina tenta un omicidio-suicidio su Maria, ma Clarissa salva entrambe e Caterina viene portata alla torre ad aspettare la sua esecuzione.
- Ascolti USA: 1.640.000

## Sangue reale
- Titolo originale: Royal Blood
- Diretto da: Holly Dale
- Scritto da: Wendy Riss Gatsiounis

### Trama
Maria e Bash sono in disaccordo sul destino dei figli più giovani di Caterina, Carlo ed Enrico. Andando contro il volere di Maria, Bash fa in modo che i due ragazzi vengano portati fuori dalla Francia inscenando un rapimento, ma Clarissa intercede e rapisce i bambini per davvero. Nostradamus aiuta Caterina a fuggire dalla torre, ma lei si rifiuta di andarsene quando viene a sapere che i suoi figli sono stati rapiti. Caterina si unisce a Maria e Bash per trovare Clarissa che vuole uccidere i ragazzi come vendetta per il suo abbandono da parte di sua madre Caterina. Maria colpisce Clarissa con una pietra che, apparentemente, la uccide. Maria e Bash si riconciliano e Bash accetta di prendersi cura dei ragazzi. Maria chiede a Bash di sposarla al più presto e lui risponde apparentemente di no. Ma subito dopo si inginocchia e le chiede di sposarlo;Maria accetta. Lola va a Parigi per vedere suo fratello e, casualmente, lì incontra anche Francesco, che l'aiuta a saldare il debito di suo fratello. Lola e Francesco si sentono uniti dalla simile situazione sentimentale ed economica e fanno l'amore. Francesco viene a sapere che Caterina deve essere giustiziata e decide di ritornare a corte.
- Ascolti USA: 1.320.000

## Il giusto fratello
- Titolo originale: The Consummation
- Diretto da: Fred Gerber
- Scritto da: Laurie McCarthy

### Trama
La madre di Maria, Maria de Guisa, arriva a corte e consiglia a Maria di non sposare Bash. Nostradamus dice a Caterina che lui ha smesso di avere visioni della morte di Francesco dopo che Clarissa è morta, adesso invece ha una nuova visione del futuro di Maria e Francesco in cui vivono insieme felici. Quando Francesco torna al castello, Caterina gli consiglia di tornare insieme a Maria e sposarla e gli promette che non le farà di nuovo del male. Francesco e Bash combattono per Maria, e Francesco le dice del cambiamento di visioni di Nostradamus. A corte arriva la notizia che la Regina d'Inghilterra è morta, e il re Enrico fa pressioni a Maria affinché lei scelga uno dei suoi due figli. Maria, ancora innamorata di Francesco, sceglie proprio lui e si sposano il giorno stesso; Enrico perdona Caterina per l'occasione. Nostradamus scopre che Clarissa è ancora viva. Maria si arrabbia quando viene a sapere che sua madre ha simulato le notizie dall'Inghilterra per spingerla a fare una scelta e le ordina di andarsene. Nostradamus ha una visione più ampia del futuro di Maria e Francesco: saranno felici, ma Francesco morirà un anno dopo il loro matrimonio a causa di una grave malattia. Enrico fa guardare a Bash la consumazione del matrimonio di Maria e Francesco, prima di essere scortato fuori dal castello. Credendo che le guardie di Enrico lo abbiano scortato allo scopo di ucciderlo, Bash prima li uccide e poi fugge.
- Ascolti USA: 1.750.000

## Panni sporchi
- Titolo originale: Dirty Laundry
- Diretto da: Norma Bailey
- Scritto da: Drew Lindo

### Trama
Maria e Francesco ritornano a corte dopo due mesi di luna di miele e arrivano mentre l'arciduca Ferdinando di Boemia è in visita. Enrico ha una relazione con la sorella dell'Arciduca, e mentre hanno un rapporto sessuale lei cade accidentalmente fuori da una finestra. Enrico e Caterina lavorano insieme per far sì che la morte della duchessa venga presa da tutti come un suicidio. Bash è a caccia nel bosco quando incontra Rowan e suo fratello Carrick che vivono lì. Bash incontra Olivia, che è traumatizzata e ha segni di morsi sulle braccia, e la porta da Nostradamus per essere guarita. Bash va da Maria a raccontarle dei suoi sospetti poiché crede che Francesco abbia tentato di ucciderlo, ma quest'ultimo nega quando Maria glielo chiede. Maria scopre che Lola è incinta del bambino di Francesco e le impedisce di ottenere un aborto che potrebbe ucciderla accettando con riluttanza di mantenere la gravidanza di Lola in segreto, e promette di aiutarla a trovare un marito. Maria dice a Bash di smettere di prendersi cura di lei, ma Bash si rifiuta, perché ancora innamorato della ragazza. Bash va da Rowan, che lo convince a restare in Francia, e si baciano.
- Ascolti USA: 1.480.000

## L'oscurità
- Titolo originale: The Darkness
- Diretto da: Steve DiMarco
- Scritto da: Charlie Craig

Re Enrico coinvolge nei rapporti sessuali con Kenna anche una giovane ragazza che, però, viene ritrovata morta nel letto accanto a lei per soffocamento. Kenna, preoccupata per lui, si rivolge a Caterina che affronta più volte Enrico, accorgendosi dell'effettivo problema del re. Intanto Maria cerca un pretendente per Lola in modo da nascondere la gravidanza, mentre Francesco le confessa di aver avuto un rapporto con Lola. Bash vuole aiutare la famiglia di Rowan a sfuggire all'Oscurità, ma la ragazza lo seda con una bevanda e lo lega per impedirgli di commettere una sciocchezza, a scapito della sua sicurezza, poiché viene presa come sacrificio dal mostro. Infine Greer, in seguito alla lettera dei genitori, apprende che le è stato scelto un candidato come fidanzato, perciò chiede a Lord Castleroy di assumere Leith per farlo andare via dalla corte di Francia e dirgli addio per sempre.
- Ascolti USA:

## Mostri
- Titolo originale: Monsters
- Diretto da: Jeff Renfroe
- Scritto da: Drew Lindo & Wendy Riss Gatsiounis

Olivia ha un incubo sull'Oscurità e si risveglia con un dolore alla schiena che, come scopre Nostradamus, è dovuto ad un'infezione nella ferita causata da un dente affilato appartenente ad un uomo. Greer incontra Lord Julien, principe di origini ungheresi e suo promesso, con cui ufficializza il fidanzamento, che non dura molto poiché il Lord la scopre con Leith rinunciando a Greer e decide di punire il servitore; tuttavia, grazie a Lord Castleroy, Leith viene solo allontanato per intraprendere il servizio militare mentre Lord Julien si avvicina a Lola. Intanto Re Enrico si appresta a partecipare alla Festa del Fagiolo, festa rivolta alla servitù femminile, la quale deve trovare, all'interno di una torta, un fagiolo che consentirà ad una di loro di diventare regina per un giorno. Caterina crede di poter usare la giovane ragazza prescelta, Penelope, per placare la follia del re con una pozione, ma si accorge che la giovane "neo-regina" è tanto dispotica e subdola da raccontare del complotto al re che punisce Caterina col suo stesso veleno. Bash torna alla Corte di Francia e chiede aiuto a suo fratello Francesco per aiutare Rowan e uccidere l'Oscurità così, grazie ad Olivia e Nostradamus, i due giungono nel luogo dove il mostro è stato avvistato, ma Francesco cade in un lago ghiacciato e Bash lo salva dall'annegamento. Così i due fratelli, nonostante il comune interesse per Maria, si riavvicinano, soprattutto quando scoprono che dietro al tentato omicidio di Bash c'era lo zampino di Re Enrico che voleva eliminare ogni ostacolo al trono di Francesco. Quest'ultimo non approva i metodi del padre e per questo motivo Re Enrico, cercando di andare incontro ai propri interessi e a quelli di Francesco, celebra il matrimonio tra Kenna e Bash, che permette a quest'ultimo di continuare a vivere alla corte di Francia senza distruggere il rapporto tra Maria e l'erede al trono di Francia. Infine Bash, trovatosi solo con Maria, le confessa di amarla ancora.
- Ascolti USA:

## Il signore del feudo
- Titolo originale: Liege Lord
- Diretto da: Allan Kroeker
- Scritto da: Doris Egan

Lord Julien fa la proposta di matrimonio a Lola riferendole, però, il suo desiderio di non avere figli perché le sue due precedenti mogli sono morte di parto; per questo motivo, Lola è costretta a dire la verità a Lord Julien che, inaspettatamente, accoglie bene la notizia e mantiene la sua promessa di sposarla. Il rapporto tra Bash e Kenna continua ad essere freddo e distaccato, ma, in seguito alle parole di Re Enrico, il giovane decide di avvicinarsi alla sua giovane sposa per proteggerla dalle grinfie di un re fuori controllo che, con il peggioramento del suo stato mentale, comincia ad avere le allucinazioni. Intanto Maria, grazie alla dichiarazione di una donna vicina a Caterina, scopre che quest'ultima e il re hanno inserito una clausola segreta nel contratto di matrimonio, secondo cui, la Scozia sarebbe stata dominata dalla Francia se Maria fosse morta senza eredi. Perciò, Maria decide di organizzare una festa e invitare gli scozzesi presenti in Francia, tra cui un amico del padre, per spargere la voce sul complotto orchestrato dalla Corte di Francia nei suoi confronti, conquistando la loro piena fiducia. Caterina scopre il piano e manda dei mercenari ad uccidere tutti gli invitati; a questo punto, la regina di Scozia decide di agire in prima persona minacciando Caterina e dicendole di aver mandato degli uomini in Francia per spargere la voce riguardo alla follia del re costringendola a bruciare il contratto. Francesco, affascinato dalla tenacia di Maria, si congratula per la riuscita del piano, però quest'ultima gli riferisce che ha realmente intenzione di attuare il piano e di aver già organizzato tutto.
- Ascolti USA:

## Senza via d'uscita
- Titolo originale: No Exit
- Diretto da: Mike Rohl
- Scritto da: Hannah Schneider

Si celebrano i festeggiamenti per il matrimonio di Lola con Lord Julien, il quale sembra essere molto interessato alla sua dote piuttosto che al viaggio di nozze, cosa che alimenta i sospetti della giovane neo sposa. Nostradamus va a letto con Olivia, ma ha una visione dove la ragazza muore insieme ad una parte della servitù; per evitare di mettere in pericolo la sua vita, decide di andare via insieme a lei, ma viene frenato da Caterina che tenta di avvelenarla, perciò Nostradamus è costretto ad allontanare Olivia dalla corte. La follia di Enrico peggiora, pertanto Kenna e Caterina si alleano e fanno in modo da mettere in cattiva luce la giovane finta regina Penelope, che viene screditata in presenza di un vescovo e rimandata nelle cucine dallo stesso re. Bash cerca in tutti i modi di proteggere Kenna dalle grinfie del re dimostrandosi leale e degno delle attenzioni della sua giovane sposa, che decide di ricambiarle. Intanto arriva alla Corte di Francia il fratellastro di Maria, Giacomo, che l'avverte della possibile sommossa dei protestanti intenti a spodestare la reggente dal suo trono, ma Francesco non crede alle parole di Giacomo e decide di indagare scoprendo che un uomo a lui fedele è stato pagato per uccidere Maria e favorire proprio l'ascesa al trono di Giacomo. Quando Maria decide di partire da sola per la Scozia pensando ai doveri che ha nei confronti del suo paese, Francesco la fa rinchiudere in una cella per proteggerla. 
- Ascolti USA:

## Soldatini
- Titolo originale: Toy Soldiers
- Diretto da: Chris Grismer
- Scritto da: Mike Herro & David Strauss

È passato un mese da quando Maria è stata rinchiusa nella cella e sembra essere tutto tornato alla tranquillità mentre è arrivato alla Corte di Francia il padre di Greer, seguito da due delle sorelle, per parlare del matrimonio di sua figlia con Lord Castleroy, il quale rifiuta la dote di Greer e stipula un contratto riguardo alla futura sorte delle sue giovani sorelle. Penelope, spodestata dal suo ruolo di reggente, finge di aspettare un figlio per avere udienza con Enrico, inutilmente, e, in seguito, Caterina decide di mandarla in Italia per imparare le regole di corte. Bash intrattiene dei rapporti intimi con Kenna per dimenticare Maria che intanto subisce pressioni dai regnanti di Francia e dal suo paese. Infatti, le parole del fratellastro Giacomo si sono dimostrate veritiere poiché il popolo si è rivoltato contro la reggente, Maria di Guisa, attaccando anche i cattolici e, molto probabilmente, a causa di questo scompiglio generale, la futura erede al trono d'Inghilterra potrebbe essere Elisabetta. Per evitare ciò, Maria chiama, suo malgrado, lo zio, dispotico, tiranno e assetato di potere, per aiutarla a ribaltare la situazione, ma l'uomo chiede di poter diventare il consigliere di Francesco, Delfino e futuro re di Francia, che accetta ponendo come unica condizione la sua presenza durante la battaglia per la ripresa della Scozia. Così Francesco parte insieme alle truppe scozzesi mentre Maria osserva da lontano consapevole che, al suo ritorno, nulla sarà come prima.
- Ascolti USA:

## Il rapimento
- Titolo originale: Higher Ground
- Diretto da: Sudz Sutherland
- Scritto da: P. K. Simonds & Daniel Sinclair

A Calais sono arrivate le truppe con Francesco che chiede ai soldati presenti lì da prima di unirsi alla loro battaglia e di assaltare il castello della reggente per spodestare gli inglesi, ma sono sorpresi dall'attacco di alcuni guerrieri inglesi e, durante la lotta, Francesco rischia di essere colpito, però, viene salvato da un giovane che si rivela essere Leith che, insieme al Delfino di Francia e ad altri soldati, si avviano alla loro destinazione. Purtroppo Leith viene ferito, ma il futuro re di Francia gli intima di continuare a vivere per chi ama e gli promette un titolo come ricompensa del suo coraggio e per averlo salvato, dopodiché si avviano verso Calais. Lola continua a sospettare di Lord Julien, perciò Kenna chiede a Bash di indagare su di lui e scopre che ha ordinato una carrozza per una battuta di caccia senza alcuna attrezzatura e che partirà durante la notte per abbandonarla coi soldi della dote ricevuti due giorni prima ma, all'ultimo momento, Julien cambia idea e rivela alla giovane moglie di amarla ma di non avere terre né denaro e che non può offrirle altro, cosa che Lola comunque accetta. Arrivano alla corte di Francia i membri della famiglia De Medici, Romano e Cortensia, mentre Maria vuole aiutare sua madre a fuggire dalla Scozia e vivere in esilio, e chiede a Caterina che si rifiuta di aiutarla economicamente, perciò la giovane regina ingaggia un mercenario che rapisce la sovrana di Francia e chiede un riscatto che i De Medici non sono intenzionati a pagare. Durante il periodo in cui è stata rapita, Caterina chiede al mercenario se fosse stata Maria ad incaricarlo, ma, in tutta risposta, lui le porta la testa di Cortensia per farle credere che fosse lei la mandante, come aveva concordato con Maria, ma, la sovrana non gli crede ed è preoccupata per il futuro che attende Maria. 
- Ascolti USA:

## Lunga vita al re
- Titolo originale: Long Live the King
- Diretto da: Jeremiah S. Chechik
- Scritto da: Wendy Riss Gatsiounis & Drew Lindo

Bash è in cerca dell'Oscurità e incappa in un bambino, Pascal, che si apre molto con Kenna e rivela alla ragazza il luogo in cui si trova il mostro, così mentre Bash e Nostradamus si dirigono al suo rifugio, Kenna si avvia con Pascal ad una residenza lontana dalla Corte di Francia, ignara del fatto che sia una trappola architettata dal bambino stesso per vendicarsi di Bash, assassino di suo padre. Intanto si presenta lo zio di Lord Julien nella casa di Lola chiedendo di suo nipote e la giovane ragazza scopre che Lord Julien è morto in un incendio e colui che si ritrova al fianco non è altro che un ragazzo chiamato Remy, servitore di Lord Julien. Quando lo zio scopre l'inganno, ha una colluttazione con Remy, ma Lola cerca di aiutarlo uccidendo lo zio, perciò i due sono costretti a bruciare la casa e a separarsi. Francesco torna con le truppe alla Corte di Francia dopo la schiacciante vittoria a Calais e si ricongiunge a Maria, però i problemi non sono finiti poiché Re Enrico ha deciso di aspettare per i festeggiamenti e di mandare le truppe a conquistare l'Inghilterra e uccidere la possibile futura regina Elisabetta, visto che ormai Maria Tudor è morta. Essendo in disaccordo, Francesco decide di parlargli l'indomani durante una battuta di caccia, ma Caterina e Maria sono scettiche e credono che Enrico, ormai completamente impazzito, non cambierà facilmente idea, così si alleano per uccidere il re. Però, durante la battuta di caccia, Francesco parla con suo padre e decidono di aspettare ad attaccare, facendo saltare anche il piano di Caterina e Maria; tuttavia, una guardia aggredisce Enrico, il quale decide di fidarsi soltanto del Duca, zio di Maria, proprio colui che ha incaricato la guardia di uccidere il re. Infine, mentre il re escogita una strategia d'attacco, matura l'idea di conquistare tutta l'Europa e uccidere suo figlio per sposare Maria, regina di Scozia.
- Ascolti USA:

## Strage di innocenti
- Titolo originale: Slaughter of Innocence
- Diretto da: Davide Frazee
- Scritto da: Laurie McCarthy & Doris Egan

Leith e Greer si rivedono dopo molto tempo, ma, a causa della promessa di matrimonio con Lord Castleroy, i due non possono stare insieme, così Leith decide di provarci con una giovane sconosciuta che si rivela essere figlia di Lord Castleroy. Bash e Nostradamus vanno in cerca dell'Oscurità e, in un villaggio abbandonato, notano dei disegni degli eventi che hanno devastato il territorio e tornano da Kenna e Pascal che sono sotto attacco dell'Oscurità. Qui Bash e Nostradamus lo feriscono e, prima di morire, rivela al ragazzo l'arrivo della peste che mieterà molte vittime, ma Bash non è più interessato ad ascoltare le sue parole, così lo uccide. Intanto si svolgono i preparativi per la vittoria a Calais che, invece di comprendere una festa con fuochi d'artificio, ha previsto l'utilizzo di cannoni muniti per la guerra che hanno fatto saltare in aria un'altra nave provocando numerosi feriti, ma Enrico è deciso a ripetere l'esibizione per migliorarla agli occhi di Maria, che, insieme a Caterina, ha compreso perfettamente il piano del re. Francesco, resosi conto della follia di suo padre, decide di prendere il posto di un guerriero e scontrarsi con suo padre conficcandogli un pezzo di legno nell'occhio che, nel frammentarsi, ha colpito anche alcune regioni del cervello, però, al capezzale del re, il giovane si pente del gesto sconsiderato, ma non può fare niente più ormai: Re Enrico è morto. Prima di morire, Enrico rivela a Francesco di aver avvelenato il proprio fratello maggiore. Così quando Bash si inginocchia davanti a Francesco questi si affretta a rialzarlo e ad abbracciarlo. Kenna e Bash si dichiarano amore reciproco. In più, arriva una lettera di Lola a Maria che l'avverte della morte di Lord Julien e del fatto che sta per partorire, così la giovane regina rivela a Francesco che Lola sta per partorire suo figlio, per questo, il nuovo re di Francia si reca in fretta e furia dalla ragazza mentre i cancelli della Corte di Francia si chiudono per impedire l'imminente minaccia della peste.
- Ascolti USA: